# Melon Demon Divine
Melon Demon Divine è il secondo album da solista di Kee Marcello, ex-chitarrista della rock band svedese Europe.

## Tracce
1. Pre-Fix – 0:29
2. E.M.D – 4:37
3. Enemies – 4:32
4. Blood – 4:56
5. Epic – 4:36
6. Raptor – 4:38
7. If – 5:37
8. Falling Apart – 4:25
9. Hey Romeo – 4:33
10. Evil Ways – 3:52
11. Tattoo for Patto – 3:37
12. Comin' Home – 5:32
13. Ride On – 5:38
14. Can I B the 1 – 3:33
15. Raptor (strumentale) – 4:08

## Formazione
Kee Marcello's K2
- Kee Marcello – voce, chitarre, basso, tastiere
- Snowy Shaw – batteria